# Wapen van Achttienhoven

Wapen van Achttienhoven

Het wapen van Achttienhoven werd op 24 december 1857 door de minister van Binnenlandse Zaken aan de Utrechtse gemeente Achttienhoven toegekend. In 1954 ging Achttienhoven op in de gemeenten Utrecht en Westbroek. Het wapen van Achttienhoven is daardoor komen te vervallen als gemeentewapen.

## Blazoenering
De blazoenering van het wapen luidde als volgt:
Een schild van zilver met een paaschlam van keel, de stok van het vaandel van zilver.
De heraldische kleuren zijn zilver (wit) en keel (rood).

## Geschiedenis
Het wapen herinnert aan het kapittel van Sint Jan uit Utrecht. De heerlijkheid Achttienhoven was een eigendom van dit kapittel, dat het gebied in 1085 als schenking had gekregen. Het kapittel was gewijd aan Johannes de Doper. Het Lam Gods is een attribuut van Johannes de Doper. Ook Mijdrecht behoorde tot dit kapittel, om die reden voerde die gemeente haar wapen in tegengestelde kleuren.

## Verwante wapens

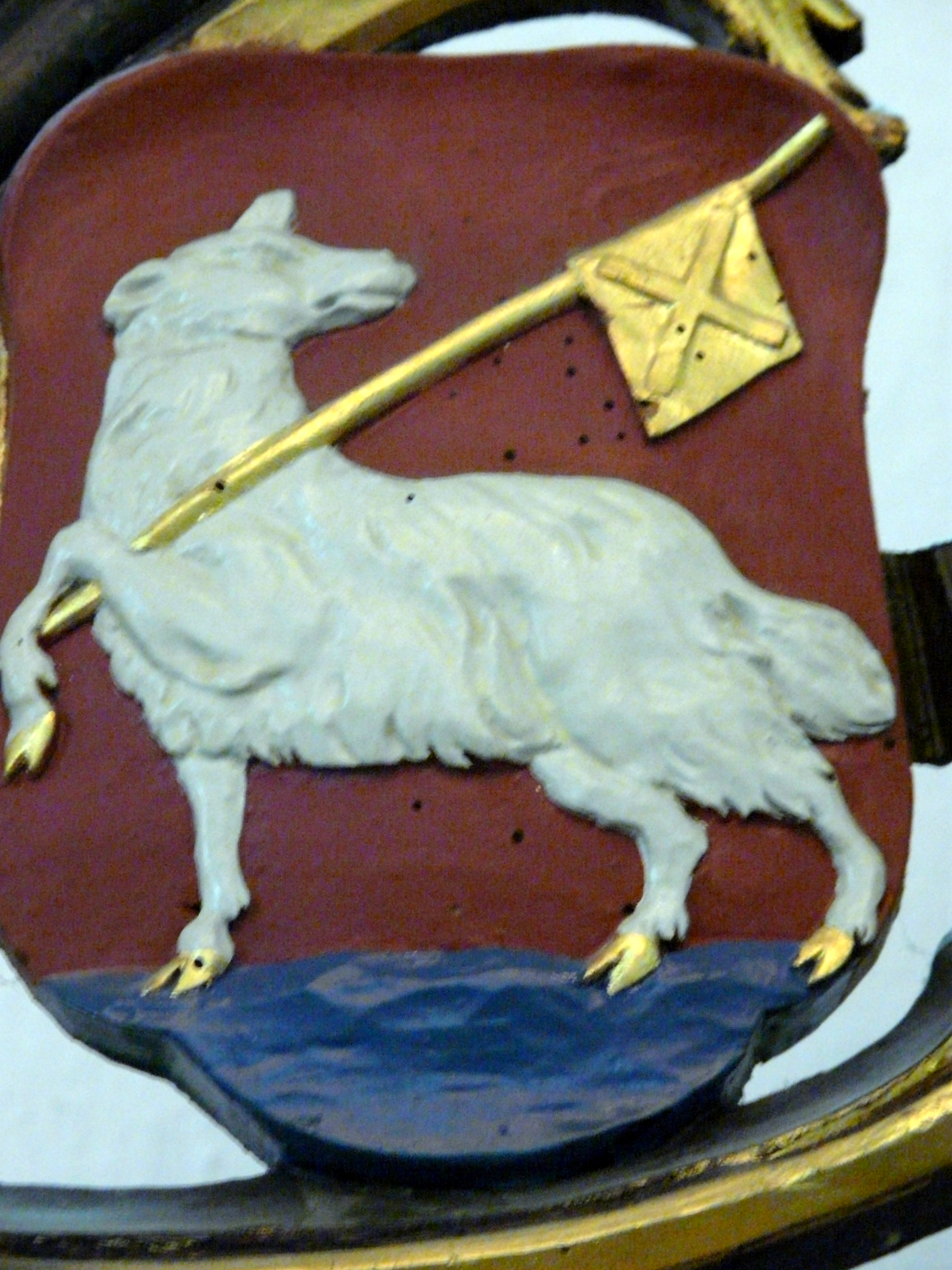
Wapen van het kapittel van Sint Jan
Wapen van Mijdrecht

Abcoude
· Abcoude-Baambrugge
· Abcoude-Proostdij
· Achttienhoven
· Amerongen
· Benschop
· Breukelen
· Breukelen-Nijenrode
· Breukelen-Sint Pieters
· Bunnik
· Cothen
· Darthuizen
· De Vuursche
· Doorn
· Driebergen
· Driebergen-Rijsenburg
· Everdingen
· Haarzuilens
· Hagestein
· Harmelen
· Hoenkoop
· Hoogland
· Houten
· Indijk
· Jaarsveld
· Jutphaas
· Kamerik
· Kockengen
· Langbroek
· Leersum
· Linschoten
· Loenen
· Loenersloot
· Loosdrecht
· Maarn
· Maarssen
· Maarsseveen
· Maartensdijk
· Mijdrecht
· Nigtevecht
· Noord-Polsbroek
· Odijk
· Oudenrijn
· Polsbroek
· Rijsenburg
· Ruwiel
· Schalkwijk
· Snelrewaard
· Sterkenburg
· Stoutenburg
· Tienhoven
· Vianen 
· Vinkeveen
· Vinkeveen en Waverveen
· Vleuten
· Vleuten-De Meern
· Vreeland
· Vreeswijk
· Waarder
· Waverveen
· Werkhoven
· Westbroek
· Willeskop
· Willige Langerak
· Wilnis
· Zegveld
· Zuilen
· Zuid-Polsbroek